# Hinesville
Hinesville ist eine City und zudem der County Seat des Liberty County im US-Bundesstaat Georgia mit 34.891 Einwohnern (Stand: Volkszählung 2020).
Sie das Oberzentrum der Metropolregion Hinesville.

## Geographie
Hinesville liegt rund 50 Kilometer südwestlich von Savannah sowie etwa 370 Kilometer südöstlich von Atlanta.
Angrenzende Städte sind Flemington im Nordosten sowie Allenhurst und Walthourville im Süden. Die Militärbasis Fort Stewart, ein CDP, grenzt im Norden an das Stadtgebiet.

## Geschichte
Das Liberty County wurde 1777 gegründet. Hinesville wurde 1837 gegründet und zugleich zum County Seat ernannt und löste damit Riceboro als Verwaltungssitz ab. Der Ort wurde nach dem Politiker Charleton Hines benannt.
In den ersten Jahrzehnten entwickelte sich Hinesville enorm. Wirtschaftlich bedeutsam waren die Produktion von Terpentin aus Kiefernharz sowie der Anbau von Indigopflanzen, Reis und Baumwolle. William T. Shermans Marsch zum Meer im Rahmen des Sezessionskrieges setzte dem Aufschwung im Winter 1864 jedoch ein abruptes Ende. Die Bevölkerung verarmte und war völlig mittellos, große Teile verließen die Gegend. Plünderungen von befreiten Sklaven und vertriebenen Soldaten waren gefürchtet. 
Nach dem Krieg besaß Hinesville zunächst nur eine Schule für die schwarze Bevölkerung. 1870 wurde eine öffentliche Armenschule sowie die private Hinesville Academy eröffnet, die später nach deren Gründer in Bradwell Institute umbenannt wurde. Das Institut erarbeitete sich schnell in ganz Georgia einen guten Ruf. Trotz dieses Erfolges blieb Hinesville eine verschlafene Gegend. Im Jahr 1920 waren nur 315 Einwohner in der Stadt registriert. Der Sitz der Countyverwaltung war alles, was Hinesville von seiner Umgebung abhob. Die Weltwirtschaftskrise verhinderte zunächst die weitere Entwicklung.
1940 wurde nördlich der Stadt ein Gebiet ausgewählt, das als Ausbildungsstätte für das US-Militär dienen sollte. Der Standort wurde nach einem General im Amerikanischen Unabhängigkeitskrieg, Daniel Stewart, in Camp Stewart benannt. Diese Entwicklung führte zu einem enormen Wirtschaftsboom in Hinesville. Viele Soldaten zogen mit ihren Familien in die Stadt, und Gewerbetreibende mit Beziehungen zum Militär fanden hier eine Goldgrube vor. Die Straßen waren voller Jukeboxen, Spielhöllen, Fast-Food-Läden, Bars, Modegeschäften und zwei Clubs der United Service Organizations (USO). Bis zum D-Day 1944 waren in Camp Stewart rund 55.000 Soldaten stationiert. Hinesville erfuhr in diesen Jahren Modernisierungen der Wasserversorgung, Kanalisation, Müllentsorgung und im Straßenbau. 1956 wurde Camp Stewart in Fort Stewart umbenannt.

## Demographische Daten
Laut der Volkszählung von 2010 verteilten sich die damaligen 33.437 Einwohner auf 12.324 bewohnte Haushalte, was einen Schnitt von 2,69 Personen pro Haushalt ergibt. Insgesamt bestehen 14.653 Haushalte. 
73,5 % der Haushalte waren Familienhaushalte (bestehend aus verheirateten Paaren mit oder ohne Nachkommen bzw. einem Elternteil mit Nachkomme) mit einer durchschnittlichen Größe von 3,12 Personen. In 45,4 % aller Haushalte lebten Kinder unter 18 Jahren sowie in 11,3 % aller Haushalte Personen mit mindestens 65 Jahren.
33,7 % der Bevölkerung waren jünger als 20 Jahre, 33,0 % waren 20 bis 39 Jahre alt, 24,6 % waren 40 bis 59 Jahre alt und 8,7 % waren mindestens 60 Jahre alt. Das mittlere Alter betrug 28 Jahre. 47,3 % der Bevölkerung waren männlich und 52,7 % weiblich.
40,0 % der Bevölkerung bezeichneten sich als Weiße, 47,4 % als Afroamerikaner, 0,5 % als Indianer und 2,6 % als Asian Americans. 4,2 % gaben die Angehörigkeit zu einer anderen Ethnie und 5,3 % zu mehreren Ethnien an. 11,5 % der Bevölkerung bestand aus Hispanics oder Latinos.
Das durchschnittliche Jahreseinkommen pro Haushalt lag bei 42.949 USD, dabei lebten 15,7 % der Bevölkerung unter der Armutsgrenze.

## Sehenswürdigkeiten
Das Bacon-Fraser House, das Liberty County Courthouse und das Liberty County Jail sind im National Register of Historic Places gelistet.

## Verkehr
Hinesville wird vom U.S. Highway 84 sowie von den Georgia State Routes 119 und 196 durchquert. Im Schienengüterverkehr wird die Stadt durch CSX über einen Gleisabzweig von Allenhurst aus bedient. Der örtliche, militärisch und zivil genutzte Flugplatz MidCoast Regional Airport at Wright Army Airfield befindet sich rund fünf Kilometer nordöstlich der Stadt. Der nächste internationale Flughafen ist der Flughafen Savannah/Hilton Head (rund 60 Kilometer nordöstlich).

## Kriminalität
Die Kriminalitätsrate lag im Jahr 2010 mit 441 Punkten (US-Durchschnitt: 266 Punkte) im überdurchschnittlichen Bereich. Es gab fünf Morde, neun Vergewaltigungen, 45 Raubüberfälle, 90 Körperverletzungen, 448 Einbrüche, 1148 Diebstähle, 64 Autodiebstähle und fünf Brandstiftungen.